# Museo Municipal de Arte Ángel María de Rosa
El Museo Municipal de Arte Ángel María de Rosa está ubicado en la ciudad de Junín, Argentina, y es uno de los más importantes de la provincia de Buenos Aires.
Atesora obras de artistas de trayectoria reconocida a nivel nacional e internacional, como Antonio Berni, Hermenegildo Sábat, Sara Facio y Pío Collivadino.  También es anfitrión de nuevos valores de Junín y de la región.
En él se realizan exposiciones individuales y colectivas, salones locales y provinciales, además de exposiciones temporales y permanentes de su patrimonio conformado por más de 800 obras.
Cuenta además con una biblioteca especializada en arte y un auditorio donde también se realizan conciertos y presentaciones de libros.
Actualmente las instalaciones modernizadas del museo son ámbito de innumerables y variadas exposiciones de arte plástica, escultura y fotografía. Visitas guiadas, conferencias y charlas especializadas acentúan la interacción de este espacio artístico-cultural con su público.

## Historia

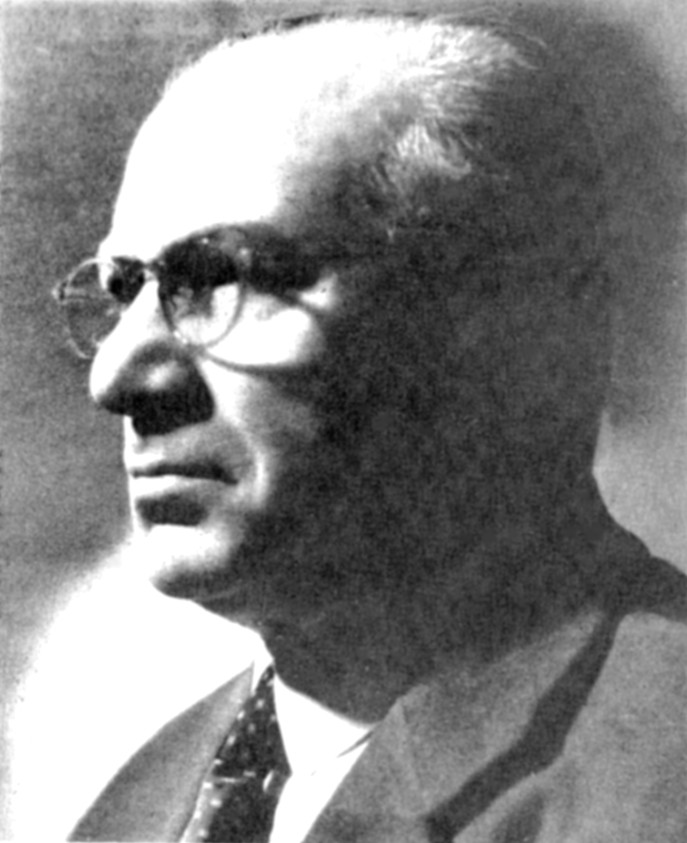
Ángel María De Rosa.

El Museo Municipal de Bellas Artes de Junín nació en 1943 cuando el escultor Ángel María de Rosa legó a la ciudad gran cantidad de obras de su autoría, y las que trajera de sus viajes por Europa.  A éstas se sumaron valiosas donaciones de artistas a quienes lo unían estrechos lazos de amistad.  Fue así como el entonces Comisionado Municipal, Oscar Madina Lascano, firmó el decreto 141, creando formalmente el museo.
Los primeros años del museo fueron de lucha, tanto para su fundador como para su colaborador, Juan Donato Comuni, también escultor.  La colección sufrió sucesivos traslados debido a la falta de una sede propia, y ambos debieron desempeñarse como directivos, secretarios, restauradores y artistas.
Pero, pese a las dificultades el museo crecía, y en 1978 se inauguró su sede permanente en donde antiguamente funcionaba el Mercado Municipal.  El edificio, construido en 1907 y considerado uno de los más bellos y representativos de la ciudad, fue totalmente reciclado. La nueva sede fue inaugurada el 25 de mayo de 1978 por el Intendente Municipal Capitán Roberto Antonio Sahaspé.
El 24 de marzo de 2007 fue reinaugurado con refacciones que incluyeron la habilitación del Patio de los Artistas.